# 仙台まち劇場
『仙台まち劇場』（せんだいまちげきじょう）は、2006年10月12日から2011年9月29日まで仙台放送で放送されていた仙台市提供のミニ番組である。仙台市の行政情報が紙芝居形式で紹介されていた。

## 出演者
- 小畑次郎

## 放送時間
いずれもJST。
- 木曜 21:54 - 22:00 （本放送）
- 金曜 05:14 - 05:20 （再放送）